# Eurocard
Eurocard es un formato estándar europeo para placas de circuito impreso, que pueden conectarse en subbastidores estandarizados. El subbastidor consiste en una serie de ranuras de ampliación con guías en la parte superior e inferior, en la que se deslizan las tarjetas hasta que se alinean con el frontal, como libros en un estante. En la trasera de cada tarjeta hay uno o más conectores, que se conectan a un backplane que cierra la trasera del subbastidor.

## Tamaño y dimensiones
El factor de forma Eurocard es una mezcla compleja de dimensiones en el Sistema Internacional de Unidades y el Sistema Anglosajón de Unidades. Aunque esto puede parecer confuso, la amplia aceptación de sus dimensiones indica que los usuarios no se preocupan por estos temas.

### Dimensiones estándar
Los subbastidores Eurocard tienen tamaños estandarizados en tres dimensiones. La altura está especificada por la unidad 'U' (que significa 'Unidad'), donde 1 U es 1,75 pulgadas. El ancho se especifica por la unidad 'HP' (que significa 'Horizontal Pitch') o 'T' donde 1 HP equivale a 0,20 pulgadas. La altura menor es 3U.
La altura de una Eurocard es inferior a la altura del rack por 33,35 mm  para dejar espacio para los paneles y guías de la tarjeta. La altura de la tarjeta en un rack 3U es de 100 mm. Dos tarjetas apiladas 3U ocupan el mismo espacio que una tarjeta 6U (ver Notas); este esquema permite que se construyan racks que mezclen tarjetas 3U y 6U.
Los paneles frontales son también ligeramente más pequeño que el tamaño del rack, y la altura del panel típico de 133,35 mm (3U) es de 130 mm.
Eurocards viene en profundidades modulares que comienzan en 100 mm y crecen en incrementos de 60 mm.

### Tamaños populares
El estándar permite un gran número de permutaciones, pero en la práctica solo hay relativamente pocos tamaños en uso. Una Eurocard de tamaño simple es de 100 mm x 160 mm y una Eurocard de tamaño doble, 233,4 mm x 160 mm. La altura es normalmente de 3U o 6U, y solo ocasionalmente 9U. Los 160 mm de profundidad es hoy el más común, seguido de por los 220 mm. Sin embargo, el hardware estándar también está disponible para dar cabida a profundidades de 100 mm, 280 mm, 340 mm y 400 mm.

## Normas y arquitectura
La arquitectura mecánica Eurocard se definió originalmente como el estándar IEC-60297-3. Hoy en día, las normas más ampliamente reconocidas de esta estructura mecánica son IEEE 1101.1, IEEE 1101.10 (también conocido comúnmente como dot ten o punto diez) e IEEE 1101.11. 
- IEEE 1101.10 cubre las características mecánicas y EMI requeridas por VITA 1.1-1997(R2002) que son las Extensiones estándar de VME64 así como PICMG 2.0 (R3.0) que es la especificación de CompactPCI.

- IEEE 1101.11 cubre la parte trasera en las unidades que se llaman también módulos de transición posterior (rear transition modules o RTMs).

Eurocard  es un sistema mecánico y no define el conector específico a utilizar ni las señales que se asignan a los contactos del conector.
Los conectores que se utilizan comúnmente con las arquitecturas Eurocard incluyen el conector original DIN 41612 que también está estandarizado como IEC 60603.2. Este es el conector que se utiliza para el estándar VMEbus que fue IEEE 1014. El conector conocido como el DIN de 5 filas que se usa como estándar de Extensiones  VME64 es IEC 61076-4-113. la arquitectura de la extensión VME64 está definida por VITA 1.1-1997 (R2002).
Otra popular arquitectura de ordenadores que utiliza la 6U-160 Eurocard es CompactPCI y CompactPCI Express. Estos están definidos por PICMG 2.0R3 y PICMG Exp0 R1 respectivamente. Otras arquitecturas de ordenador que utilizan el sistema Eurocard son VXI, PXI, y PXI Express. 
El formato Eurocard 6U-220 es utilizado por Multibus-II que es IEEE 1296, y el IEEE 896 Futurebus utiliza el formato 9U-280. Sun Microsystems usa el 9U-400 para sus equipos basados en VME.
Dado que el sistema Eurocard provee de tantos tamaños de tarjetas modulares y porque los fabricantes de conectores han seguido creando nuevos conectores compatibles con este sistema, es un popular estándar mecánico que también se utiliza para un sinnúmero de aplicaciones.
Tarjetas Eurocard con conducciones refrigeradas se utilizan en aplicaciones militares y aeroespaciales. Están definidos por el estándar IEEE 1101.2-1992(2001).